# Växtvärk
Växtvärk är smärtsymptom som är relativt vanliga hos barn. Barn som har växtvärk får oftast ont i vaderna, låren eller knävecken. Växtvärken förekommer sent på dagen eller på natten. Orsaken till växtvärk är okänd. Växtvärk är dock vanligare hos barn som är aktiva eller har lösa, flexibla leder. Tillståndet verkar även vara ärftligt. Det finns inga starka bevis för att växtvärk skulle orsakas av bakomliggande sjukdomstillstånd eller tillväxtspurtar.
Man tror att växtvärk kan orsakas av stressyndrom till följd av minskad skelettstyrka. Detta då tillståndet ofta inträffar sent på dygnet och ofta på dagar med ökad fysisk aktivitet. I en studie mättes skelettstyrkan hos 39 barn med växtvärk med hjälp av ultraljud, och forskarna fann att skelettstyrkan hos dessa barn inte var densamma som hos friska barn. Tydligast var skillnaden i området kring skenbenen. Därför drar forskarna i studien slutsatsen att växtvärk är ett lokalt stressyndrom med skelettutmattning som drabbar barn med låg smärttröskel. Forskarna vidhåller samtidigt att denna teori inte förklarar alla delar av tillståndet.